# Isla Bobowasi
Isla Bobowasi (en inglés: Bobowasi Island) es una isla que pertenece al país africano de Ghana localizada en el Bahía de Axim (Axim Bay) en el Océano Atlántico cerca de la localidad de Axim (a 1.8 kilómetros) y del castillo del mismo nombre (Axim Castle) al norte de la Roca Watts, al este de la Roca Egwanga y al sur de la Roca Hedwig Mensell, en ella se instaló un faro de navegación que domina en el sector de manera extrarégica. Administrativamente hace parte de la Región Occidental de Ghana. 238 kilómetros al oeste de la capital Acra